# Крыжановский, Сергей Ефимович
Сергей Ефимович Крыжановский (29 августа (10 сентября) 1862, Киев — 12 января 1935, Париж) — русский государственный деятель, юрист. Тайный советник (1907), статс-секретарь Его Императорского Величества (1916). Автор и разработчик ряда важнейших государственных актов, в том числе избирательных законов 1905 и 1907 годов. Последний государственный секретарь Российской империи в 1911—1917 годах. Член Государственного совета Российской империи (1917).

## Биография
Родился 29 августа (10 сентября) 1862 года в семье чиновника Е. М. Крыжановского. В 1880 году начал учебу на юридическом факультете Московского университета, но затем перешел на юридический факультет Санкт-Петербургского университета, который окончил в 1885 году. В студенческие годы принадлежал к радикальному кружку В. И. Вернадского, И. М. Гревса. В 1888 году по политическому делу В. В. Водовозова был приговорён в административном порядке к двум неделям тюремного заключения.
С 1885 года занимал разные должности:сначала был определён кандидатом на судебные должности при Петербургском окружном суде с откомандированием в 3-е уголовное отделение, затем был помощником секретаря 3-го уголовного отделения суда, заведовал 3-м следственным участком Петербурга. В 1891 году был назначен товарищем прокурора Великолуцкого окружного суда, в 1893—1895 годах — товарищ прокурора Рижского окружного суда, а с 1895 года — Петербургского окружного суда.

## Работа в Министерстве внутренних дел
С назначения в 1896 году начальником отделения хозяйственного департамента Министерства внутренних дел, ведавшего земскими и городскими делами, начался важнейший этап биографии Крыжановского. В 1899 году он был назначен чиновником особых поручений V класса при Министерстве внутренних дел и командирован в тарифный комитет при Министерстве финансов. Инспектировал и проверял государственные структуры по различным направлениям, например, по вопросу о преобразовании портовых сборов, принятию мер по оздоровлению города Астрахани, постройке новых железных дорог и другое.
В 1901 году был назначен вице-директором хозяйственного департамента Министерства внутренних дел, в 1904—1906 годах — помощником начальника Главного управления по делам местного хозяйства Министерства внутренних дел, а в 1905—1906 годах возглавлял также 1-й департамент Министерства юстиции. После издания Манифеста 17 октября 1905 года в качестве заведующего Особым делопроизводством о выборах в Государственную думу разработал проект избирательного закона, который был утверждён 11 декабря 1905 года.
В 1906—1911 годах был товарищем министра внутренних дел; был одним из главных разработчиков нового закона о выборах в Государственную думу 1907 года; курировал выборы в 3-ю Государственную думу и, по мнению современников, во многом способствовал получению нужного правительству результата.
С 22 апреля 1907 года стал сенатором с оставлением в должности товарища министра и был произведён в тайные советники. В 1908 году поддержал в Совете министров восстановление процентной нормы приёма иудеев в вузы, предложил сократить её до 4% повсеместно. Крыжановский принимал деятельное участие в комиссиях по выделению Холмской губернии из Царства Польского и по выделению двух приходов из Выборгской губернии.
Выступал за последовательное проведение аграрной реформы П. А. Столыпина и ликвидацию крестьянской общины. В. Ф. Джунковский вспоминал: 

…С. Е. Крыжановский, весьма талантливый, умный, бывший в то время товарищем министра внутренних дел и правой рукой Столыпина. Крыжановский отлично знал все слабые стороны характера Столыпина и очень умело и ловко ими пользовался для достижения тех или иных целей. По уму он был выше Столыпина, все смелые законопроекты, все распоряжения, как-то: закон 3 июня, земства в Западных губерниях, ограничения евреям и т. д. — все они инспирировались Крыжановским, который был их автором, но провести эти законы Крыжановский бы не мог, у него на это не хватило бы храбрости открыть забрало. Столыпин же, если так можно выразиться, был на это ходок, он был храбрый, смелый человек, открытый, и проводил он все эти «страшные» законы со свойственной ему настойчивостью. Таким образом, Крыжановский являлся ему незаменимым подручным. К сожалению, Крыжановский, будучи по уму на голову выше Столыпина, по нравственным своим качествам стоял неизмеримо ниже. Он пользовался часто некрасивыми приемами, компрометировавшими Столыпина.
В Первую мировую войну с 1915 года был членом Особого совещания по обсуждению и объединению мероприятий по обороне государства; председетель Совещания русских и польских членов законодательных палат об устройстве управления в Царстве Польском после окончания войных. С 1916 года статс-секретарь. С 1 января 1917 года — член Государственного Совета.

## Эмиграция
После Февральской революции был арестован, но вскоре освобождён; 3 апреля 1917 года подал прошение об отставке; 10 июля 1917 года был допрошен Чрезвычайной следственной комиссией Временного правительства. В конце 1917 года на винокуренном заводе в имении Крыжановского произошёл пожар из-за ворвавшихся туда крестьян. Погибло более 300 человек.
В начале 1918 года эмигрировал в Финляндию, в июле 1918 года перебрался в Киев, где входил в Совет государственного объединения России, получил личное приглашение гетмана П. П. Скоропадского участвовать в правительстве, но ответил отказом.
В 1919 году выехал в Одессу, оттуда — в Константинополь, а в 1920 году — в Париж, где с 1921 по 1925 год редактировал исторический альманах монархического направления «Русская летопись», посвященный дореволюционной России и её деятелям. Был одним из учредителей и председателей правления Союза ревнителей памяти императора Николая II.
Умер 12 января 1935 года в Париже.
Был женат на Марии Ипполитовне Щербатской (1869—?), дочери действительного статского советника, уфимского губернатора (в 1873—1876 гг.) Ипполита Фёдоровича Щербатского (1827—1889). Детей у них не было.

## Мемуары
В 1912 году начал писать «Воспоминания», после Февральской революции 1917 года большую часть написанного уничтожил. В эмиграции частично восстановил текст, который в 1938 году был опубликован в Берлине. Впоследствии были опубликованы фрагменты мемуаров «В. К. Плеве» и «О перлюстрации до революции» («Новый журнал». — 1975. — № 118, 121). Часть воспоминаний, сохранившихся в архиве Чрезвычайной следственной комиссии Временного правительства – «Заметки русского консерватора» была напечатан в журнале «Вопросы истории» (1997. — № 2–4).

## Награды
- Орден Святой Анны 3-й степени (01.01.1893)
- Орден Святого Станислава 2-й степени (13.04.1897)
- Орден Святого Владимира 3-й степени (02.04.1906)
- Орден Святой Анны 1-й степени (06.12.1909)
- Орден Святого Владимира 2-й степени (01.01.1914)
- Высочайшая благодарность (08.01.1914)
- Золотой нагрудный знак в память 50-летия Высочайше утверждённого 1 января 1864 г. Положения о губернских и уездных земских учреждениях (07.02.1914)

Иностранные:
- бухарский орден Короны государства Бухары (1910)
- болгарский Орден «За гражданские заслуги» 1-й степени (1911)